# Buset
- Wiktionary har ett uppslag om buset.

Buset är i svensk slang och vardagligt språk samhällets asociala och kriminella lägre skikt.